# The Fox (What Does the Fox Say?)
«The Fox (What Does the Fox Say?)» (с англ. — «Лиса (Что говорит Лиса?)») — песня в жанре электро, и также вирусное видео норвежского комедийного дуэта Ylvis. Видео было размещено на YouTube 3 сентября 2013 и в краткий срок набрало более 280 млн просмотров (1,168 млрд на январь 2025 года). «The Fox» удерживал позицию номер 6 в Billboard Hot 100 на протяжении трёх недель, а также этот показатель является наивысшей позицией для песни норвежского исполнителя со времён A-ha и их песни «Take on Me» в 1985 году.
Изначально создаваемая как «анти-хит» и промопесня для нового сезона норвежского ток-шоу I kveld med Ylvis (норв. «Вечер с Ylvis»), «The Fox», «созданная, чтоб провалиться», неожиданно для них самих охватила весь мир, заставив Ylvis «вспыхнуть», и привлекла внимание всего мира к группе. На данный момент не существует планов выпускать альбом, содержащий эту песню, или какое-то её продолжение.

## Создание сингла
Братья Вегард и Борд Ильвисокеры, члены норвежского комедийного дуэта Ylvis, выпустили песню и музыкальное видео «The Fox» в качестве промо-песни грядущего третьего сезона норвежского ток-шоу I kveld med Ylvis (норв. «Вечер с Ylvis») на канале TVNorge. В интервью норвежской газете Aftenposten братья сообщили, что идея песни о лисе возникла в 2012 году, но её отложили на какое-то время, подумав, что это слишком уж глупо. Полгода спустя Борд и норвежский лирик Кристиан Лёкстер (норв. Christian Løchster) снова начали развивать ту идею. Вегард первоначально был скептически настроен насчёт песни о лисе, но вскоре передумал. В интервью на норвежско-шведском ток-шоу Skavlan братья отметили, что, имея в виду возможность сотрудничества с продюсерским центром Stargate, они сперва хотели записать танцевальную песню о мужчинах, которые не могут танцевать. Песня должна была называться «The Dancing Stick» (с англ. — «Танцующая палка»).
Борд описал процесс написания песни в интервью журналу Billboard. «У нас „работать“ означает просто сидеть и болтать о всяком, получая идеи и делая кое-какие заметки. Я думаю, мы должны бы были обсудить, какой звук издаёт лиса. И тогда у нас появился шанс поработать со Stargate, продюсерским центром из Нью-Йорка… Мы, вообще-то, сделали им одолжение, и мы спросили их, могут ли они спродюсировать песню для нового сезона в обмен на это». Тор Эрик Хермансен из Stargate вспоминал в интервью журналу Spin, что тем одолжением был фильм-мокьюментари, созданный братьями Ильвисокерами на 40-й день рождения Миккеля Эриксена, продюсера из Stargate. В нём братья притворились дуэтом от Stargate. Австралийский продюсер M4SONIC был также одним из создателей песни.

Как комедиантам, нам было бы неплохо сделать хит в Штатах, потому что они потенциально могут сделать что-то действительно масштабным. Вот мы и подумали, что было бы смешнее приехать домой на ток-шоу и сказать: «Слушайте, если б у нас был шанс, мы бы сделали песню хитовой, но вот только идея, которая у нас была для песни, была той старой идеей про то, что говорит лиса, так что нам жаль. Мы облажались».— Борд Ильвисокер в интервью Entertainment Weekly
M4SONIC, рассказывая о создании «The Fox», сказал, что изначально он вообще забыл, что делал биты для «кого-то на стороне», и вспомнил, что он работал над этим, только когда увидел видео «The Fox» на YouTube. Он сказал, что песня заработала успех едва ли не случайно.

### Музыкальное видео и композиция
Видео было выпущено 3 сентября 2013 на YouTube. Песня исполнена в стиле электронной танцевальной поп-песни, а текст поётся «с невозмутимо серьёзной миной». Видео было выпущено на канале TVNorge на YouTube, и вскоре быстро распространилось. Оно было срежиссировано Уле Мартином Хафсмо, оператор — Магнус Флото. Танец поставила Тея Бэй. Сцены в лесу были сняты в Ниттедале в 22 километрах от Осло.
В основном используются аккорды C♯m—B—F♯, песня написана в тональности до-диез минор. Основной вокал варьируется в пределах от до-диез первой октавы до фа-диез третьей октавы.

## Анализ
В последнем сезоне нашего шоу мы поехали в Киргизстан в Центральной Азии и попытались стать поп-звёздами там. Идея была в том, что мы бы никогда не стали поп-звёздами в США или Великобритании, так что мы выбрали другую страну, где это могло быть легче. Мы вытворяли все возможные глупости: играли на свадьбах. Вся соль была в том, что нам это так и не удалось, и у нас было множество препятствий. Эти препятствия создавали комедийные ситуации. А потом внезапно мы поехали в Америку; туда, куда хотят люди; и там не было препятствий. Каждая дверь открыта… и нет ничего смешного.
Трис МакКолл из The Star-Ledger описывает «The Fox» как «пародию на эксцессы и нелепости современной клубной музыки»: братья «по очереди поют нелепую песню о звуках животных» на фоне «типичного тщеславного синтипопа», с предполагаемыми звуками лисы, «похожими на синтетические звуки автомобильных сигнализаций, вроде тех, что используются в дабстепе». Он сравнивает песню с «Someone Like Me», в которой встречались вставки дабстеп-брейков в обычной поп-песне. Даниэль Симон из The Lantern признаёт, что пока некоторые могут быть сбиты с толку «глупостью и странностью всего, что было в 2013 году», отражёнными в песне, на самом деле ей «предназначено быть смешной и почти сатирической для поп-музыки», и Ylvis «вывели всех из себя, сломав и изменив каждое требование к песням в топ-40».
Кейтлин Картер из интернет-сайта о музыке «Music Times» упоминает комментарий выше, добавив, что «The Fox», ставшая первой песней, добившейся серьёзного признания, «заставляет [персонал „Music Times“] поражаться», потому что другие песни и видео дуэта, выпущенные до «The Fox», «настолько же случайные и мелодраматичные», насколько являются таковыми их «раздумия о значении Стоунхенджа» (песня «Stonehenge»), научные объяснения функционирования женских репродуктивных органов (песня «Work It») и чествование норвежского политика, отстаивающего права человека в ООН — песня «Jan Egeland». Джонатан Ор из CBC News, хоть и называет «The Fox» «запоминающейся мелодией <…> на пару с самым нелепым текстом», говорит, что эта песня Ylvis, «возможно, лучше», чем «Stonehenge».
Оба брата прокомментировали «абсурдность» «The Fox». Бор назвал песню «глупостью», и что «даже если люди и находят её интересной, это всё ещё глупая песня о лисе, и когда люди оправятся от этого, станет ещё хуже, потому что она настолько глупая». В ответ на негативные отзывы на песню, Вегар сделал следующее заявление:
Я прочитал один комментарий на YouTube, в котором говорилось: „Что это за ерунда? Это не даёт мне веры во что-либо в человечестве и музыкальной индустрии“. Это веское мнение, но множество людей не понимают, что песня в первую очередь — шутка, и во вторую — музыка.
Несмотря на то, что некоторые комментаторы увидели ссылку на субкультуру фурри, братья заявили, что они не знали даже о существовании таковой во время создания песни.

## Список композиций
- Цифровая загрузка[28][29]

1. «The Fox (What Does the Fox Say?)» — 3:33
2. «The Fox (Extended Mix)» — 4:37
3. «The Fox (Instrumental)» — 3:33
4. «The Fox (Acapella)» — 3:33

- CD-сингл[30]

1. «The Fox» — 3:33
2. «The Fox (Instrumental)» — 3:33

## Чарты и сертификация
| Чарт (2013-14)                             | Лучшая позиция |
| ------------------------------------------ | -------------- |
| Австралия (ARIA)                           | 9              |
| Австрия (Ö3 Austria Top 40)                | 14             |
| Бельгия/Фландрия (Ultratop 50)             | 31             |
| Бельгия/Валлония (Ultratip Bubbling Under) | 6              |
| Канада (Billboard Canadian Hot 100)        | 19             |
| Чехия (Rádio — Top 100)                    | 12             |
| Дания (Tracklisten)                        | 9              |
| Финляндия (Suomen virallinen lista)        | 2              |
| Франция (SNEP)                             | 135            |
| Германия (GfK)                             | 29             |
| Венгрия (Single Top 40)                    | 19             |
| Ирландия (IRMA)                            | 9              |
| Italy (FIMI)                               | 52             |
| Япония (Billboard Japan Hot 100)           | 30             |
| Нидерланды (Single Top 100)                | 58             |
| Новая Зеландия (Recorded Music NZ)         | 4              |
| Норвегия (VG-lista)                        | 1              |
| Шотландия (OCC Scotland)                   | 10             |
| South Korea (Gaon Chart)                   | 44             |
| South Korea (Gaon International Chart)     | 1              |
| Швеция (Sverigetopplistan)                 | 3              |
| Швейцария (Schweizer Hitparade)            | 45             |
| Великобритания (OCC UK Singles)            | 17             |
| США (Billboard Hot 100)                    | 6              |

| Чарт (2013)                          | Позиция |
| ------------------------------------ | ------- |
| Australia (ARIA)                     | 99      |
| Sweden (Sverigetopplistan)           | 59      |
| UK Singles (Official Charts Company) | 129     |
| US Billboard Hot 100                 | 73      |

| Регион | Сертификация   | Продажи   |
| --- | -------------- | --------- |
| Австралия (ARIA) | Платиновый     | 70 000^   |
| Канада (Music Canada) | 2× Платиновый  | 160 000   |
| Новая Зеландия (RMNZ) | Золотой        | 7500*     |
| Норвегия (IFPI Norway) | 12× Платиновый | 120 000*  |
| Великобритания (BPI) | Серебряный     | 200 000   |
| США (RIAA) | Платиновый     | 1,367,000 |
| Стриминг |                |           |
| Дания (IFPI Danmark) | Золотой        | 900 000   |
| * Данные о продажах приведены только на основе сертификации. · ^ Данные о тиражах приведены только на основе сертификации. · Данные о продажах + прослушиваниях приведены только на основе сертификации. · Данные только о прослушиваниях приведены на основе сертификации. |                |           |

## История релизов
| Страна   | Дата             | Формат            | Лейбл                   |
| -------- | ---------------- | ----------------- | ----------------------- |
| Норвегия | 2 сентября 2013  | Цифровая загрузка | Parlophone Music Norway |
| США      | 16 сентября 2013 | Цифровая загрузка | Parlophone Music Norway |
| Германия | 11 октября 2013  | CD-сингл          | Parlophone Label Group  |

- Также песню планировали выпустить для iTunes в США 9 сентября 2013[9], но она осталась невыпущенной в связи с обвинениями в нарушении авторских прав со стороны третьих лиц[68]. Она стала доступна в США в iTunes 16 сентября[69] и занимала позицию номер 5 в чарте лучших песен 11 и 12 октября 2013[70].